# Михаела Шкапин
Михаела Шкапин — Дрина (Велико Поље, код Сежане, 29. септембар 1922 — Жировски врх, код Шкофје Локе, 15. новембар 1943) била је учесница Народноослободилачке борбе и народни херој Југославије.

## Биографија
Рођена је 29. септембра 1922. године у Великом Пољу, код Сежане, у земљорадничкој породици. Основну школу завршила је у Поднаносу. Школовање је наставила на разним дописним курсевима, а 1940. године је отишла стрицу у Љубљану. Тамо је завршила курс за куварице, а у слободно време бавила се фискултуром у друштву „Сокол“. Кући се вратила у лето 1941. године, након што су Љубљану окупирале италијанске јединице. После тога је помагала породици у обрађивању земље.
У јесен 1941. године, у околину Великог Поља стигли су први словеначки партизани. Кућа Шкапинових постала је једна од најпоузданијих база ослободилачког покрета, све до 3. марта 1943. године, када су ју спалили италијански фашисти, а Михаелиног оца убили кад је покушао да побегне. После тога су Михаела, њена сестра, брат и мајка ступиле у Јужноприморски партизански одред. Њен најстарији брат био је већ од раније партизан.
Из Јужноприморског одреда ускоро је била створена Седаманеста словеначка бригада „Симон Грегорчич“, која је ускоро кренула у офанзиву у Бенешку Словенију. Михаела је, као борац ове бригаде, учествовала у њеним биткама, убрзо постала чланица Савеза комунистичке омладине Југославије (СКОЈ) и постала политички делегат вода. Учествовала је у нападу на италијански камион код Мрзлих Вода 22. јуна 1943. године и због исказане храбрости примљена у чланство Комунистичке партије Југославије (КПЈ).
Када је Седамнаеста бригада укинута, њени борци и руководиоци укључени су у Трећу словеначку бригаду „Иван Градник“, која је послана у Долењску и Нотрањску да би тамо, у саставу Четрнаесте словеначке дивизије НОВЈ учествовала у разоружавању италијанских војника и белогардиста, септембра 1943. године. тада је Михаела била заменица политичког комесара чете и на тој дужности учествовала у многим борбама.
Када се после капитулације Италије, Трећа бригада вратила у Приморје, Михаела је била распоређена у новоформирану Шеснаесту словеначку бригаду „Јанко Премрл Војко“, за заменицу политичког комесара Другог батаљона. У то време, крајем септембра 1943, у Приморској је почела немачка офанзива против ослобођене територије након капитулације Италије.
Шеснаеста бригада је, у саставу 31. словеначке дивизије, кренула у напад на немачке снаге у Горењској. Бригада је учествовала у више диверзија и борби, због чега су се немачке снаге повукле из села Жири. То је било прве веће ослобођено место у Горењској. Михаела је такође учествовала у тим борбама, а почела је и да се бави писањем песама. Тада је написала и песму „Јесен“, која је после њене погибије објављена у листу „За Војком“.
У новембру 1943, немачке јединице су кренуле у офанзиву према Горењској. Шеснаеста бригада је била упућена на Жировски врх код Шкофје Локе да тамо брани ослобођену територију. Дана 15. новембра, немачким војницима из 134. гренадирског пука успело је да у нападу изненаде Други батаљон бригаде. Политички комесар и Михаела су истрчали ван према положајима, али су налетели на немачку ударну групу која се неприметно провукла кроз партизанске редове. Комесар се спасао, али је Михаела погинула у окршају.
Указом председника ФНР Југославије Јосипа Броза Тита 4. септембра 1953. године проглашена је за народног хероја Југославије.